# 오사카 조다이

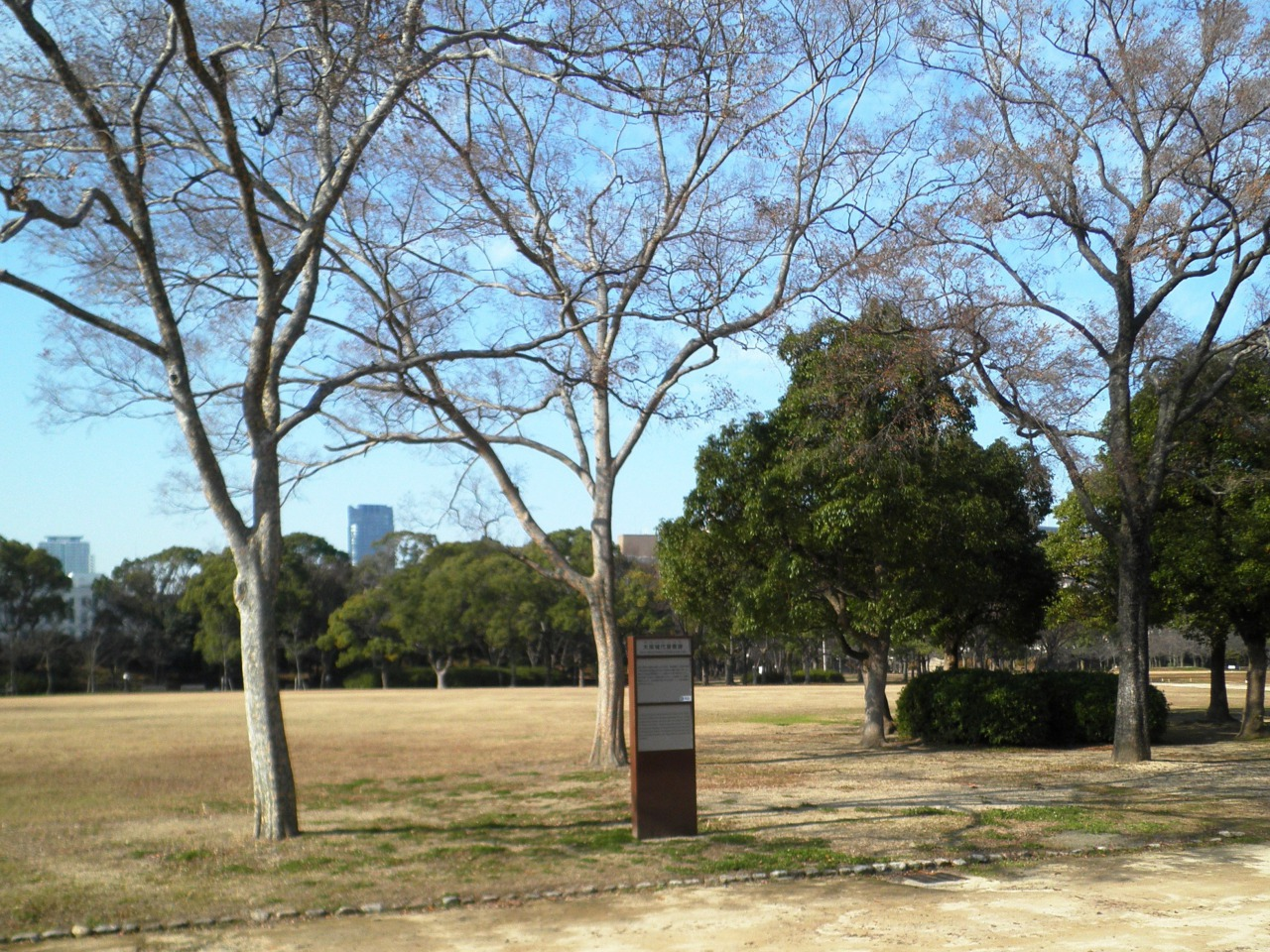
오사카 죠다이 저택 터 (현 오사카성 니시노마루 정원)

오사카 죠다이(일본어: 大坂城代)는 에도 막부의 역직 중 하나다. 정이대장군 직속으로 유력 후다이 다이묘가 임명되었다. 오사카성의 성주는 장군이 겸임했기에, 장군의 대리로서 오사카 성을 관리하는 일을 했다.
오사카 전투 이후 전후 수습 및 시가지 정비를 맡았던 셋쓰국 오자카 번주 마쓰다이라 다다아키라가 야마토국 고리야마 번으로 이봉되어 1619년 오사카는 에도 막부의 직할령이 되었고, 이때 오사카성애 성주대리인 죠다이가 설치되었다. 이듬해인 1620년 오사카 성의 수축공사가 시작되어, 오사카 죠다이는 오사카의 도요토미색을 불식시키고 도쿠가와의 위엄을 알리기 위한 대대적인 개보수를 감독했다. 또한 오사카 성수위의 총감 및 사이고쿠 다이묘들의 감시 등도 맡게 되었다.
에도 시대 중기 이후에는 교토소사대를 거쳐 로주에 취임하는 예도 많아졌다.
간토 지방 같은 오사카와 멀리 떨어진 곳에 영지를 가진 다이묘가 오사카 조다이에 취임하면 영지 중 1-2만 석 정도를 오사카 근교의 셋쓰국, 가와치국, 이즈미국 등지에 재할당하였다. 퇴임하면 원래의 영지로 반환되었는데, 교토 소사대로 전근하여 오사카 근교의 영지를 계속 영유하는 경우도 있었다.
1619년부터 1868년까지 총 70명의 오사카 조다이가 존재했다.

## 역대 죠다이
1. 나이토 노부마사(内藤信正, 1619년 - 1626년)
2. 아베 마사쓰구(阿部正次, 1626년 - 1647년)
3. 나가이 나오키요(永井直清, 1648년)
4. 이나가키 시게쓰나(稲垣重綱, 1648년 - 1649년)
5. 나이토 노부테루(内藤信照, 1649년 - 1652년)
6. 미즈노 다다모토(水野忠職, 1652년 - 1654년)
7. 나이토 다다오키(内藤忠興, 1654년 - 1656년)
8. 마쓰다이라 미쓰시게(松平光重, 1656년 - 1658년)
9. 미즈노 다다모토(水野忠職, 1658년 - 1659년)
10. 나이토 다다오키(内藤忠興, 1659년 - 1660년)
11. 마쓰다이라 미쓰시게(松平光重, 1660년 - 1661년)
12. 미즈노 다다모토(水野忠職, 1661년 - 1662년)
13. 아오야마 무네토시(青山宗俊, 1662년 - 1678년)
14. 오타 스케쓰구(太田資次, 1678년 - 1684년)
15. 미즈노 다다하루(水野忠春, 1684년)
16. 쓰치야 마사나오(土屋政直, 1684년 - 1685년)
17. 나이토 시게요리(内藤重頼, 1685년 - 1687년)
18. 마쓰다이라 노부오키(松平信興, 1687년 - 1690년)
19. 도키 요리타카(土岐頼殷, 1691년 - 1712년)
20. 나이토 가즈노부(内藤弌信, 1712년 - 1718년)
21. 안도 노부토모(安藤信友, 1718년 - 1722년)
22. 마쓰다이라 노리사토(松平乗邑, 1722년 - 1723년)
23. 사카이 다다오토(酒井忠音, 1723년 - 1728년)
24. 홋타 마사토라(堀田正虎, 1728년 - 1729년)
25. 마쓰다이라 노부토키(松平信祝, 1729년 - 1730년)
26. 도키 요리토시(土岐頼稔, 1730년 - 1734년)
27. 이나바 마사치카(稲葉正親, 1734년)
28. 오타 스케하루(太田資晴, 1734년 - 1740년)
29. 사카이 다다즈미(酒井忠恭, 1740년 - 1744년)
30. 홋타 마사스케(堀田正亮, 1744년 - 1745년)
31. 아베 마사요시(阿部正福, 1745년 - 1747년)
32. 사카이 다다모치(酒井忠用, 1747년 - 1752년)
33. 마쓰다이라 데루타카(松平輝高, 1752년 - 1756년)
34. 이노우에 마사쓰네(井上正経, 1756년 - 1758년)
35. 아오야마 다다토모(青山忠朝, 1758년 - 1760년)
36. 마쓰다이라 야스요시(松平康福, 1760년 - 1762년)
37. 아베 마사치카(阿部正允, 1762년 - 1764년)
38. 마쓰다이라 노리스케(松平乗祐, 1764년 - 1769년)
39. 구제 히로아키라(久世広明, 1769년 - 1777년)
40. 마키노 사다나가(牧野貞長, 1777년 - 1781년)
41. 도키 사다쓰네(土岐定経, 1781년 - 1782년)
42. 도다 다다토(戸田忠寛, 1782년 - 1784년)
43. 아베 마사토시(阿部正敏, 1784년 - 1787년)
44. 홋타 마사나리(堀田正順, 1787년 - 1792년)
45. 마키노 다다키요(牧野忠精, 1792년 - 1798년)
46. 마쓰다이라 데루야스(松平輝和, 1798년 - 1800년)
47. 아오야마 다다히로(다다야스)(青山忠裕, 1800년 - 1802년)
48. 이나바 마사노부(稲葉正謁, 1802년 - 1804년)
49. 아베 마사요시(阿部正由, 1804년 - 1806년)
50. 마쓰다이라 노리야스(松平乗保, 1806년 - 1810년)
51. 오쿠보 다다자네(大久保忠真, 1810년 - 1815년)
52. 마쓰다이라 데루노부(松平輝延, 1815년 - 1822년)
53. 마쓰다이라 야스토(松平康任, 1822년 - 1825년)
54. 미즈노 다다쿠니(水野忠邦, 1825년 - 1826년)
55. 마쓰다이라 무네아키라(松平宗発, 1826년 - 1828년)
56. 오타 스케토모(太田資始, 1828년 - 1831년)
57. 마쓰다이라 노부요리(松平信順, 1831년 - 1834년)
58. 도이 도시쓰라(土井利位, 1834년 - 1837년)
59. 홋타 마사히로(堀田正篤, 1837년)
60. 마나베 아키카쓰(間部詮勝, 1837년 - 1838년)
61. 이노우에 마사하루(井上正春, 1838년 - 1840년)
62. 아오야마 다다나가(青山忠良, 1840년 - 1844년)
63. 마쓰다이라 노리야스(松平乗全, 1844년 - 1845년)
64. 마쓰다이라 다다마스(松平忠優, 1845년 - 1848년)
65. 나이토 노부치카(内藤信親, 1848년 - 1850년)
66. 쓰치야 도모나오(土屋寅直, 1850년 - 1858년)
67. 마쓰다이라 노부아쓰(松平信篤, 1858년 - 1860년)
68. 마쓰다이라 무네히데(松平宗秀, 1860년 - 1862년)
69. 마쓰다이라 노부히사(松平信古, 1862년 - 1865년)
70. 마키노 사다아키(牧野貞明, 1864년 - 1868년)

## 같이 보기
- 죠다이